# Teatro Estatal de Maguncia
El Teatro Estatal de Maguncia es el teatro estatal de la ciudad alemana de Maguncia (Staatstheater Mainz). Es sede de la Orquesta Filarmónica de Maguncia y donde se representa la ópera de la ciudad, conciertos, teatro en prosa y otras actividades. 
Es conocido como Grosses Haus y fue diseñado por Georg Moller, destacado arquitecto del Gran Ducado de Hesse y el Rin. Fue construido entre 1829 y 1833 como Teatro Municipal de Maguncia, un teatro real para los ciudadanos de Maguncia.
La Gran sala (Großes Haus)' fue destruida por los bombardeos durante la Segunda Guerra Mundial. Entre 1998 y 2001, se llevaron a cabo extensas reestructuraciones para devolverlo a su condición original y hoy en día puede albergar a 1000 espectadores. La pequeña sala (Kleines Haus) fue construida en 1997. La sala TIC (Teatro en la ciudad) es una sala dirigida a un público joven. Se encuentra en una antigua sala de cine.